# Gran Premi d'Abu Dhabi del 2015
El Gran Premi d'Abu Dhabi de Fórmula 1 de la temporada 2015 s'ha disputat al Circuit de Yas Marina, del 27 al 29 de novembre del 2015.

## Resultats de la qualificació
| Pos                  | No | Pilot             | Constructor             | Part 1   | Part 2   | Part 3   | Sortida |
| -------------------- | -- | ----------------- | ----------------------- | -------- | -------- | -------- | ------- |
| 1                    | 6  | Nico Rosberg      | Mercedes                | 1:41.111 | 1:40.979 | 1:40.237 | 1       |
| 2                    | 44 | Lewis Hamilton    | Mercedes                | 1:40.974 | 1:40.758 | 1:40.614 | 2       |
| 3                    | 7  | Kimi Räikkönen    | Ferrari                 | 1:42.500 | 1:41.612 | 1:41.051 | 3       |
| 4                    | 11 | Sergio Pérez      | Force India-Mercedes    | 1:41.983 | 1:41.560 | 1:41.184 | 4       |
| 5                    | 3  | Daniel Ricciardo  | Red Bull Racing-Renault | 1:42.275 | 1:41.830 | 1:41.444 | 5       |
| 6                    | 77 | Valtteri Bottas   | Williams-Mercedes       | 1:42.608 | 1:41.868 | 1:41.656 | 6       |
| 7                    | 27 | Nico Hülkenberg   | Force India-Mercedes    | 1:41.996 | 1:41.925 | 1:41.686 | 7       |
| 8                    | 19 | Felipe Massa      | Williams-Mercedes       | 1:42.303 | 1:42.349 | 1:41.759 | 8       |
| 9                    | 26 | Daniil Kvyat      | Red Bull Racing-Renault | 1:42.540 | 1:42.328 | 1:41.933 | 9       |
| 10                   | 55 | Carlos Sainz, Jr. | Toro Rosso-Renault      | 1:42.911 | 1:42.482 | 1:42.708 | 10      |
| 11                   | 33 | Max Verstappen    | Toro Rosso-Renault      | 1:42.889 | 1:42.521 |          | 11      |
| 12                   | 22 | Jenson Button     | McLaren-Honda           | 1:42.570 | 1:42.668 |          | 12      |
| 13                   | 13 | Pastor Maldonado  | Lotus-Mercedes          | 1:42.929 | 1:42.807 |          | 13      |
| 14                   | 12 | Felipe Nasr       | Sauber-Ferrari          | 1:42.896 | 1:43.614 |          | 14      |
| 15                   | 8  | Romain Grosjean   | Lotus-Mercedes          | 1:42.585 | no time  |          | 181     |
| 16                   | 5  | Sebastian Vettel  | Ferrari                 | 1:42.941 |          |          | 15      |
| 17                   | 14 | Fernando Alonso   | McLaren-Honda           | 1:43.187 |          |          | 16      |
| 18                   | 9  | Marcus Ericsson   | Sauber-Ferrari          | 1:43.838 |          |          | 17      |
| 19                   | 28 | Will Stevens      | Marussia-Ferrari        | 1:46.297 |          |          | 192     |
| 20                   | 98 | Roberto Merhi     | Marussia-Ferrari        | 1:47.434 |          |          | PL3     |
| 107% Temps: 1:48.291 |    |                   |                         |          |          |          |         |
| Font:                |    |                   |                         |          |          |          |         |

Notes:
- ^1  — Romain Grosjean fou penalitzat amb 5 posicions a la graella de sortida per substituir la caixa de canvi.[3]
- ^2  — Will Stevens fou penalitzat amb 5 posicions a la graella de sortida per substituir la unitat de control.[1][3]
- ^3  — Roberto Merhi va sortir del pit lane per haver trencat la suspensions al warm up.[4]

## Resultats de la Cursa
| Pos   | No | Pilot             | Constructor             | Voltes | Temps / Retirada | Pos.Sortida | Punts |
| ----- | -- | ----------------- | ----------------------- | ------ | ---------------- | ----------- | ----- |
| 1     | 6  | Nico Rosberg      | Mercedes                | 55     | 1h 38' 30. 175   | 1           | 25    |
| 2     | 44 | Lewis Hamilton    | Mercedes                | 55     | + 8.271 s        | 2           | 18    |
| 3     | 7  | Kimi Räikkönen    | Ferrari                 | 55     | + 19.430 s       | 3           | 15    |
| 4     | 5  | Sebastian Vettel  | Ferrari                 | 55     | + 43.735 s       | 15          | 12    |
| 5     | 11 | Sergio Pérez      | Force India-Mercedes    | 55     | + 1:03.952 min.  | 4           | 10    |
| 6     | 3  | Daniel Ricciardo  | Red Bull Racing-Renault | 55     | + 1:05.010 min.  | 5           | 8     |
| 7     | 27 | Nico Hülkenberg   | Force India-Mercedes    | 55     | + 1:33.618 min.  | 7           | 6     |
| 8     | 19 | Felipe Massa      | Williams-Mercedes       | 55     | + 1:37.751 min.  | 8           | 4     |
| 9     | 8  | Romain Grosjean   | Lotus-Mercedes          | 55     | + 1:38.201 min.  | 18          | 2     |
| 10    | 26 | Daniil Kvyat      | Red Bull Racing-Renault | 55     | + 1:42.371 min.  | 9           | 1     |
| 11    | 55 | Carlos Sainz, Jr. | Toro Rosso-Renault      | 55     | + 1:43.525 min.  | 10          |       |
| 12    | 22 | Jenson Button     | McLaren-Honda           | 54     | + 1 Volta        | 12          |       |
| 13    | 77 | Valtteri Bottas   | Williams-Mercedes       | 54     | + 1 Volta        | 6           |       |
| 14    | 9  | Marcus Ericsson   | Sauber-Ferrari          | 54     | + 1 Volta        | 17          |       |
| 15    | 12 | Felipe Nasr       | Sauber-Ferrari          | 54     | + 1 Volta        | 14          |       |
| 16    | 33 | Max Verstappen    | Toro Rosso-Renault      | 54     | + 1 Volta1       | 11          |       |
| 17    | 14 | Fernando Alonso   | McLaren-Honda           | 53     | + 2 Voltes       | 16          |       |
| 18    | 28 | Will Stevens      | Marussia-Ferrari        | 53     | + 2 Voltes       | 19          |       |
| 19    | 98 | Roberto Merhi     | Marussia-Ferrari        | 52     | + 3 Voltes       | PL          |       |
| Ret   | 13 | Pastor Maldonado  | Lotus-Mercedes          | 0      | Col·lisió        | 13          |       |
| Font: |    |                   |                         |        |                  |             |       |

Notes:
- ^1  — Max Verstappen va finalitzar 12º però va rebre 5 segons de penalització per avançar Jenson Button per fora de la pista i 20 segons més de penalització per ignorar les banderas blaves.[6]